# Стилман, Джон
Джон Рой Стилман (англ. John Roy Steelman; 23 июня 1900, Торнтон, Арканзас, США — 14 июля 1999, Нейплс, Флорида, США) — американский учёный и государственный деятель, помощник президента США Гарри Трумэна (1946—1953).

## Биография
В 1922 году окончил Хендерсон Браун колледж в Аркадельфии с присуждением степени бакалавра искусств. В 1924 году окончил аспирантуру Университета Вандербильта в Нэшвилле, получив степень магистра искусств. В 1928 году стал доктором философии, окончив Университет Северной Каролины. До 1934 году работал профессором социологии и экономики в колледже Алабамы.
В 1934 году поступил на государственную службу в качестве сотрудника Министерства труда США.
- 1934—1936 гг. — арбитражный комиссар Согласительной службы (U.S. Conciliation Service) министерства труда,
- 1936—1937 гг. — специальный помощник министра труда.
- 1937—1944 гг. — директор Согласительной службы министерства труда.
- 1945—1946 гг. — специальный помощник президента США.
- 1946 г. — директор Управления по военной мобилизации и реконверсии.
- 1946—1953 гг. — глава администрации президента США Гарри Трумэна.

В 1946—1947 гг. являлся председателем президентского Научно-исследовательского совета, в 1948—1950 гг. — и. о. председателя комитета по государственным стратегическим ресурсам, в 1952 году — и. о. директора Бюро гражданской и оборонной мобилизации.
Уйдя в отставку, он работал в течение нескольких лет в бизнесе. Являлся президентом Montgomery Publishing Company, председателем правления Record Publishing Company, издателем газет в Бетесде, Сильвер-Спринге и Роквилле штата Мэриленд.